# 오사카 모노레일 사이토선
사이토선 (사이토센)은 오사카부 스이타시의 반파쿠 기념공원역에서 오사카부 이바라키시의 사이토니시역 을 연결하는 오사카 모노레일의 좌석식 모노레일 노선이다. 정식 노선명은 국제문화공원 도시 모노레일선 (코쿠사이부카코엔토시 모노레일선)이지만, 여객 안내상은 사용되지 않는다.
반파쿠 기념 공원 역에서 반파쿠 기념 공원의 동쪽을 반주하여 북진하고, 한대 병원 앞 역 을 거쳐 이바라키시 북부의 국제 문화 공원 도시 (채도)의 채도 서역까지 노선이 늘어나고 있다.

## 노선 데이터
- 노선 거리( 영업 킬로미터 ): 6.8 km
- 방식: 좌석식 모노레일
- 역수:5역(기종점역 포함)
- 복선 구간: 전선
- 전화 방식: 직류 1500V
- 폐색 방식 : 차내 신호식
- 최고 속도: 75km/h
- 최급경사：50 ‰
- 최급 곡선: 120m(공원 동쪽 출구 - 한대 병원 앞)

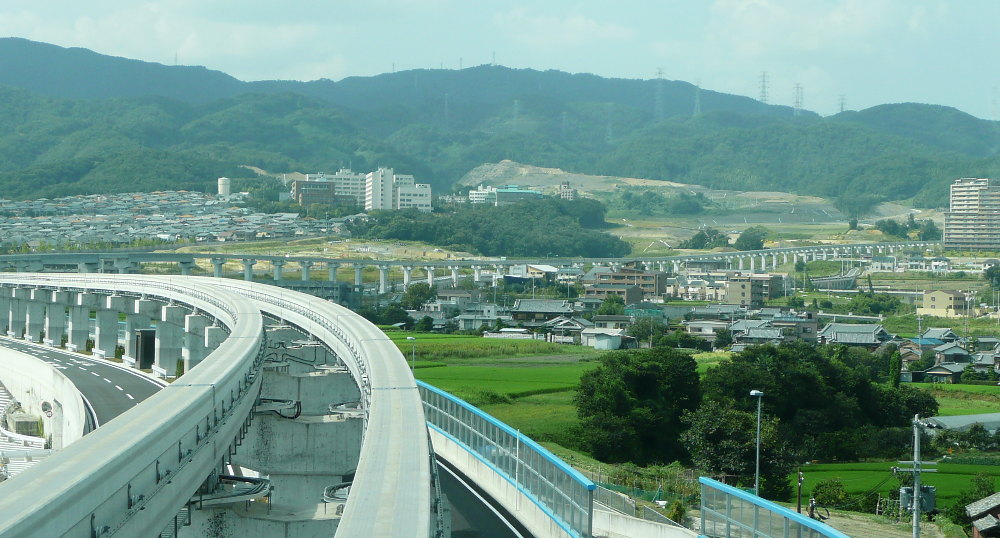
도요카와 - 사이토 니시 부근의 연선 풍경

- 주행 방향 : 좌측 통행

## 운행 형태
아침 러쉬시는 약 7 - 8분 간격, 저녁 이후나 평일의 이른 아침은 10분 간격으로 운전된다. 또, 평일 아침과 저녁 이후는 본선의 센리 중앙역-사이토역 간의 직통 운전이 행해지지만, 그 이외는 선내 접어 운전이 된다. 주간시간대나 토·휴일의 이른 아침은 약 20분 간격의 운전이 된다.
공원 히가시구치역 앞의 반파쿠 기념 경기장에서 미식 축구 경기 등 많은 관객이 방문할 것으로 예상되는 이벤트가 있을 때는 임시 열차가 설정되어 20분 간격의 운전 간격이 되는 낮의 일부 시간 띠가 10분 간격의 운전이 되는 것 외에, 행사의 종료시 등 단번에 많은 승객이 승차하는 시간대에는, 정기 열차도 맞추어 5분 간격의 운행이 행해지는 경우도 있다. 이 임시열차는 토·휴일에서도 천리중앙까지 직통열차가 설정되는 경우가 있다. 이 임시열차는 사이토니시역 연신 후 잠시 동안 아야토 니시까지의 모든 구간에서 운전되고 있었지만, 2008년 9월에 한대병원 앞역 인근의 이바라키 칸트리 클럽 에서 열린 파나소닉 오픈 관객 수송을 위한 임시 열차로부터, 한때 한대병원 앞역이 종착역이었을 때에 사용되고 있던 되풀이용의 포인트를 활용해 반파쿠 기념 공원역에서 한대병원 앞역까지의 구간 운전이 되어, 그 이후의 임시열차도, 임시열차를 포함해 10분 간격이 되는 경우는, 많은 경우에서 한대병원 앞 역 접음이 되었다. 이 접수열차는 접기용 포인트가 한대병원 앞역의 박람회 기념공원역 측에 있기 때문에, 아야토 서방면행 홈인 1번선에 도착 후, 그대로 접힌다. 다만, 임시열차를 포함해 5분 간격이 되는 경우는 한대병원 앞역의 1번선에서의 체류시간을 확보할 수 없기 때문에, 종래대로 아야토니시역 접이식으로 되어 있다.
2015년까지는 J리그 감바 오사카가 박람회 기념 경기장을 본거지로 했기 때문에 홈전이 있을 때는 반드시 임시 열차가 운전되고 있었지만, 본거지의 이전에 의해 임시 열차의 운전 기회가 격감했다. 그 외, 사이토 니시 역이 가까운 오사카 대학 외국어 학부 (구 오사카 외국어 대학)의 오픈 캠퍼스 개최일에 임시 열차의 운전이 행해진 해도 있었지만, 현재는 오사카 대학의 오픈 캠퍼스가 예약제가 되어 인원수가 좁혀진 경우도 있어, 오픈 캠퍼스에서의 임시 열차는 운행되지 않는다
센리 중앙발 평일 다이어의 최종 열차는 몬진시행보다 23분이나 늦은 오전 0시 5분에 사이토 서쪽행이 설정되어 있다. 따라서 아야토선의 각 역은 본선의 각 역보다 늦은 시간까지 영업열차가 운전되고 있다. 이 열차는 사이토 니시 역의 도착 홈에 도착 후, 접힌 선을 사용하여 사이토 니시 역의 출발 홈에 전선 후에 밤새 유치된다.
아야토선이 박람회 기념공원역에 입장하자마자 바로 앞에서 약간의 거리이지만 본선과 궤도를 공유하고 있다. 이 때문에 행락 시즌 등에서 본선이 지연되고 있을 때나, 박람회 기념 경기장에서의 이벤트 종료시 등으로 채도선이 지연하고 있을 때에는, 다른 선의 다이아몬드에 영향을 미치게 된다.
2010년 3월 28일의 다이어 개정에 의해 저녁 이후 센리 중앙역 직통열차가 심야 1개를 제외한 모든 열차로 확대되었다. 또한 2017년 6월 3일 다이아몬드 개정으로 평일 아침에만 오사카공항역행 직통열차 1개(사이토니시역 6시51분발)가 설정되었다.

## 역 목록
모든 역 오사카 부내의 소재.
| 역번호 | 역명             | 역간 킬로 | 영업 킬로 | 연결 노선                                 | 위치       |
| ------ | ---------------- | --------- | --------- | ----------------------------------------- | ---------- |
| 17     | 반파쿠키넨코엔역 | -         | 0.0       | 오사카 모노레일: 오사카 모노레일 선(본선) | 스이타시   |
| 51     | 코엔히가시구치역 | 1.1       | 1.1       |                                           | 스이타시   |
| 52     | 한다이뵤인마에역 | 1.5       | 2.6       |                                           | 이바라키시 |
| 53     | 도요카와역       | 1.8       | 4.4       |                                           | 이바라키시 |
| 54     | 사이토니시역     | 2.4       | 6.8       |                                           | 이바라키시 |

- 역은 없지만, 도요카와역 - 사이토니시역 의 일부에서는 미노오시 을 달리다

## 같이 보기
- 일본의 철도선 일람
- 오사카 부도 1호 이바라키 섭진선 - 이 부도 바로 위를 아야토선이 통과